# 磐石镇 (乐清市)
磐石镇是中华人民共和国浙江省温州市乐清市下辖的一个镇。
2015年12月7日，浙江省人民政府批复同意调整北白象镇管辖范围，增设磐石镇，镇政府驻磐石镇镇前路1号。

## 行政区划
磐石镇下辖以下村级行政区划单位：
磐石社区、磐东村、磐南村、磐西村、河南村、河北村、沿河村、东横河村、西横河村、东社村、西社村、西新城村、油车村、重石村、陡门村和芝湾村。